# Bynum (Alabama)
Pour les articles homonymes, voir Bynum.
Bynum est un Secteur non constitué en municipalité située dans l’État américain de l'Alabama, dans le comté de Calhoun.

## Démographie
| 1980  | 1990  | 2000  | - | - | - |
| ----- | ----- | ----- | - | - | - |
| 2 235 | 1 917 | 1 863 | - | - | - |